# Pierre Saint-Nicolas
La pierre Saint-Nicolas, appelée aussi Pierre Saint-Louis, est un menhir situé à Bruyères-le-Châtel dans le département français de l'Essonne.

## Description
Le menhir est constitué d'une dalle en grès ferrugineux de forme quasi-rectangulaire située au centre d'une petite éminence rappelant un tumulus. Avant sa ruine, il mesurait 2,20 m de hauteur pour une largeur de 2,10 m et une épaisseur moyenne de 0,25 m.

## Historique
La légende veut que le menhir tienne son nom d'un incident survenu au futur Saint-Louis lorsqu'il visita le château alors qu'il était enfant. Selon J. Bossavy, le menhir était déjà incliné à 60° au début du XXe siècle. À la fin des années soixante, on coula une dalle de béton à sa base pour le stabiliser. Des travaux forestiers menés après 1974 entraînent sa chute définitive et par la suite il demeure au sol. Lors de la tempête de 1999, il est fracturé en sept morceaux par la chute d'un arbre.